# Susannah Harker
Susannah Harker (ur. 26 kwietnia 1965 w Londynie) – angielska aktorka filmowa i teatralna. W filmie zadebiutowała w 1985 rolą Bessie Wills w filmie Burke & Wills. Występowała w roli Jane Bennet w miniserialu Duma i uprzedzenie.